# Szentistvánbaksa, Borsod-Abaúj-Zemplén
Szentistvánbaksa este un sat în districtul Szikszó, județul Borsod-Abaúj-Zemplén, Ungaria, având o populație de 278 de locuitori (2011).

## Demografie
Componența etnică a satului Szentistvánbaksa
     Maghiari (91,85%)
     Romi (6,67%)
     Germani (1,48%)
Componența confesională a satului Szentistvánbaksa
     Reformați (31,65%)
     Romano-catolici (16,19%)
     Fără religie (3,96%)
     Atei (2,16%)
     Greco-catolici (1,44%)
     Necunoscută (44,6%)
Conform recensământului din 2011, satul Szentistvánbaksa avea 278 de locuitori. Din punct de vedere etnic, majoritatea locuitorilor (91,85%) erau maghiari, existând și minorități de romi (6,67%) și germani (1,48%). Nu există o religie majoritară, locuitorii fiind reformați (31,65%), romano-catolici (16,19%), persoane fără religie (3,96%), atei (2,16%) și greco-catolici (1,44%). Pentru 44,6% din locuitori nu este cunoscută apartenența confesională.